# نيل بالدوين
نيل بالدوين (بالإنجليزية: Neil Baldwin) هو مهرج بريطاني، ولد في 15 مارس 1946 في Newcastle-under-Lyme ‏ في المملكة المتحدة.